# Det hævnende skud
Det hævnende skud (originaltitel The Woman on the Jury) er en amerikansk stumfilm fra 1924 instrueret af Harry O. Hoyt.

## Medvirkende
- Sylvia Breamer som Betty Brown
- Frank Mayo som Fred Masters
- Lew Cody som George Montgomery/George Wayne
- Bessie Love som Grace Pierce
- Mary Carr som Mrs. Pierce
- Hobart Bosworth som Davis
- Myrtle Stedman som Marion Masters
- Henry B. Walthall